# Geovanny Nazareno
Geovanny Enrique Nazareno Simisterra (Nueva Loja, 17 gennaio 1988) è un calciatore ecuadoriano, difensore dell'Exapromo Costa.

## Carriera

### Club
Dopo aver giocato con il Deportivo Quito, nel 2009 si trasferisce al Barcelona SC.

### Nazionale
Nel 2009 debutta con la nazionale ecuadoriana.